# Рогожарски СИМ-XIV-Х
Rogožarski SIM-XIV-H (серб. Рогожарски СИМ-XIV-Х) — югославский гидросамолёт 1930-х годов, спроектированный и строившийся на предприятиях компании Рогожарски. Первый двухмоторный самолёт югославской разработки и выпуска.

## История

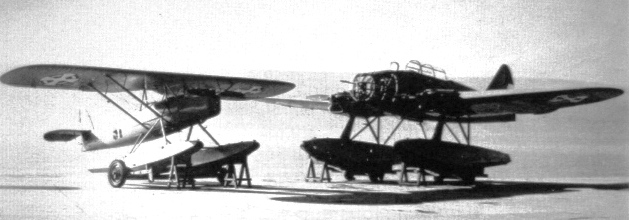
Гидросамолёты Рогожарски: СИМ-XII и СИМ-XIVБ-Х

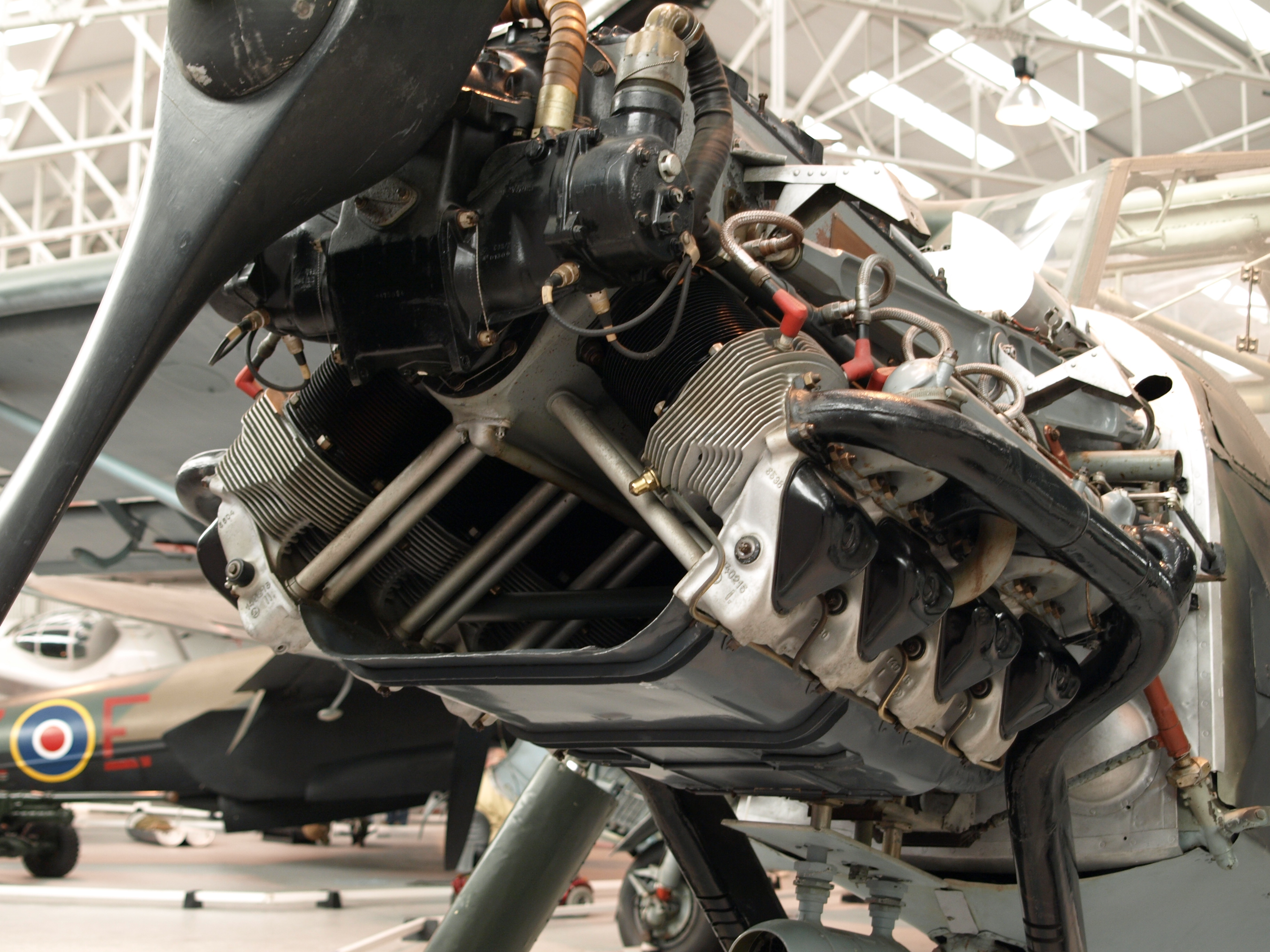
Двигатель Argus As 10 (на самолёте Fieseler Fi 156.

Разработка второго поколения югославских морских патрульных самолётов началась в середине 1930-х годов в связи с быстрым устареванием используемых в то время машин. В 1935 году была создана комиссия для выработки новой концепции. Во флоте предпочитали одномоторные летающие лодки по типу британских Supermarine Seagull (скорость 200 км/ч, два пулемёта и четыре бомбы), комиссия же требовала гораздо более мощный двухмоторный поплавковый моноплан. Победило предложение комиссии, а разработку самолета поручили фирме Рогожарски
В январе 1937 года авиационная служба ВМС Югославии выпустила спецификацию на двухмоторный самолёт-разведчик прибрежной зоны для замены летающей лодки Икарус ИО. Компания Рогожарски предложила разработанный Симой Милутиновичем СИМ-XIV-Х (внутреннее обозначение самолета OI-151, т.е. Oblaski Izvidač 151); этот тип был одобрен Флотом. Прототип с цельнодеревянным фюзеляжем и большой носовой турелью Vickers, пилотируемый лейтенантом Августом Цанько совершил свой первый полёт 8 февраля 1938 года на базе флота в Дивулье. Позже испытания продолжил капитан Евген Шоштарич. Результаты оказались неудовлетворительными (скорость меньше расчётной на целых 30 км/ч) и было принято решение строить новый фюзеляж без передней башни, с новой кабиной и изменённой конструкцией стабилизаторов. Доработанный таким образом прототип испытывался в аэродинамической трубе в Варшаве, а самолёт с новым фюзеляжем поднялся в воздух в середине августа 1938 года.

## Описание конструкции
СИМ-XIV-Х представлял собой низкоплан смешанной конструкции из дерева и металла с несущим фюзеляжем овального сечения. Крыло у прототипа крепилось к фюзеляжу стальными трубчатыми стойками, аналогично фиксировалось и хвостовое оперение. Носовая часть, в которой располагалась кабина наблюдателя, застеклённая с пулемётной башней (один пулемёт FN-Browning, установленным над носом). Пилот и стрелок-радист сидели тандемом под длинным фонарём, вооружением стрелка был установленный на турели пулемёт. Хвостовая часть фюзеляжа была обтянута тканью, а подвижное хвостовое оперение обшито металлом. Эллипсоидное крыло имело деревянную конструкцию и было обшито фанерой. Силовая установка — два V-образные инвертированные двигатели Argus As 10C воздушного охлаждения мощностью (240 л.с. / 179 кВт) с двухлопастными винтами фиксированного шага, также разработанными инженером Симой Милутиновичем. К гондолам двигателей и фюзеляжу крепились два поплавка из алькледа производства компании Edo Aircraft Corporation.
Основным вооружением были противолодочные бомбы, одна 100-кг, или две по 50-кг. Для действий против живой силы самолёт мог нести 12 осколочных бомб массой 12 кг каждая. Оборонительное вооружение — два пулемёта: один размещался близ места штурмана в носовой части, а другой — в задней части кабины у стрелка (также мог устанавливаться единственный 13,2-мм крупнокалиберный пулемет). Имелись бомбовые прицелы ВиРо и, для бомбометания на бреющем полёте, Брилет, оба местного выпуска.

## Производство
После успешно прошедших испытаний прототипа, на которых самолёт продемонстрировал хорошую управляемость, он была запущен в серийное производство. Первая партия из шести СИМ-XIV-Х (номера 152 — 157, "нулевая серия"), отличалась от прототипа снятой носовой башней и модифицированным оперением, её поставки осуществлялись во второй половине 1939 года.
На тот момент уже имелся заказ на следующие 12 машин (158–169) со свободнонесущим крылом без распорок, усиленными моторами (Argus As 10E (270 л.с. / 201 кВт)) и металлическимиВИШ Argus-Schwarz. Их поставили в 1940 году, а винты изменяемого шага позже стали устанавливать и на самолёты первой серии.
За время эксплуатации самолёт получил прозвище «Большой Сим».
Третья партия из 12 (по другим данным планировалось 18) самолётов была заказана в феврале 1940 года, на ней планировалось устанавливать двигатели Argus As 410 мощностью 450 л.с. (336 кВт), Среди других конструктивных изменений — более лёгкое горизонтальное оперение, поплавки собственного производства, дополнительное бомбардировочное вооружение. Однако, работы были прерваны вторжением Германии в Югославию в 1941 году. Также были заброшены планы по переделке СИМ-XIV-Х в учебный самолёт с колёсным шасси.

## Применение
Все СИМ-XIV-Х и СИМ-XIVБ-Х были развернуты на военно-морских базах: с чётными номерами — в Дивулье, (недалеко от Сплита) и с нечётными — в Кумборе (Котор). До вступления Югославии в войну они активно использовались как для патрулирования, так и для ускорившейся из-за надвигающейся угрозы войны учёбы. За этот период три самолёта (№№ 159, 163 и 160) были потеряны в авариях, а 16 машин оставались в строю, когда немцы вторглись в Югославию.
Эти самолёты использовались в Апрельской войне в операциях против немцев и итальянцев на побережье Адриатического моря, выполняя разведку и содействуя минным постановкам. В боях с наступающими силами противника было уничтожено 5 самолётов. 4 пытались улететь с базы в Боки-Которской в Грецию, два из которых погибли в пути, двум удалось достичь британских баз в Египте (через Саламин и Крит). Эти два самолёта использовались для разведывательных полётов над Средиземным морем, пока один не был потерян во время песчаной бури 2 февраля 1942 года, а другой списан из-за отсутствия запчастей. 
Италия захватила на базах в Боке и Дивуле в общей сложности 8 самолётов, 1 СИМ-XIV-Х и 7 СИМ-XIVБ-Х. Они не были уничтожены экипажами, потому что те надеялись сохранить машины для недавно образованного хорватского государства. Один самолёт был немедленно передан в испытательный центр в Винья-ди-Валле (где показал лучшие результаты, чем при испытаниях в Югославии), а другие — в авиационную школу в Орбетелло, и продолжали использоваться для обучения полётам и связи до конца 1942 года.. Самой значительной проведенной итальянцами доработкой стала установка фотокамеры в носовой части. Только самолет № 151, разбившийся 16 октября 1941 г., был потерян в эксплуатации. После капитуляции Италии в сентябре 1943 года итальянские SIM-XIV-H были захвачены немцами, и их служба закончилась.

## Модификации
Рогожарски СИМ-XIV-Х
Первая модификация с двигателями Argus As 10C (240 л.с.), в 1939 году построено 6.
Рогожарски СИМ-XIVБ-Х
Вторая модификация с двигателями Argus As 10E (270 л.с.), в 1940 году построено 12.

## Тактико-технические характеристики
Источник данных: Станојевић, Д.; Јанић, Ч; (12/1982.). "Животни пут и дело једног великана нашег ваздухопловства - светао пример и узор нараштајима" (in (Serbian)). Машинство (-{YU}--Београд: Савез инжењера и техничара Југославије) 31: 1867 - 1876.

Технические характеристики
- Экипаж: 3
- Длина: 11,20 м
- Размах крыла: 15,2 м
- Высота: 4,48 м
- Площадь крыла: 37,56 м²
- Масса пустого: 2 230 кг
- Максимальная взлётная масса: 3 350 кг
- Силовая установка: 2 × жидкостного охлаждения, V-8 Argus As 10C
- Мощность двигателей: 2 × 240 л. с.

Лётные характеристики
- Максимальная скорость: 208 км/ч (243 на уровне моря)
- Практическая дальность: 840 км
- Практический потолок: 4 340 м
- Скороподъёмность: 3,87 м/с (до 1000 м)

Вооружение
- Стрелково-пушечное: 2 x 7,92-мм пулемёта
- Бомбы: 1 х 100-кг; или  2 x 50-кг; или 12 x 12-кг

## Эксплуатанты
Югославия
- авиация Королевских ВМС: 19 самолётов

 Италия
- Regia Aeronautica: 8 самолётов

 Великобритания
- Королевские ВВС Великобритании: 2 самолёта.